# Konstantin Zečević
Konstantin Zečević, né le 17 janvier 1922 à Belgrade et mort le 6 avril 2015, est un ancien arbitre yougoslave (serbe) de football.

## Carrière
Il a officié dans des compétitions majeures : 
- Coupe de Yougoslavie de football 1962-1963 (finale)
- Coupe du monde de football de 1966 (1 match)
- Coupe intercontinentale 1968 (match retour)